# Мамедов, Ильхам Казим оглы
Ильхам Казим оглы Мамедов (азерб. İlham Kazım oğlu Məmmədov; род. 13 января 1962, Евлах) — государственный и политический деятель. Депутат Милли меджлиса Азербайджанской Республики III, IV, V, VI, VII созывов, член комитета по здравоохранению и по труду и социальной политике.

## Биография
Родился Ильхам Мамедов 13 января 1962 года в городе Евлах. Получил высшее образование на лечебно-профилактическом факультете Азербайджанского государственного медицинского института. В совершенстве владеет русским и английским языками.
С 1986 года начал свою трудовую деятельность полевым врачом, затем стал работать врачом-эндоскопистом, заведующим отделением, врачом-гастроэнтерологом центральной больницы города Евлах. С 2001 года работал старшим врачом Бакинской городской станции скорой и неотложной медицинской помощи. С 2004 по 2005 годы являлся главным врачом центральной больницы города Евлах.
Является председателем Евлахской районной организации партии "Новый Азербайджан". Член комитетов Национальной ассамблеи по труду и социальной политике, по здравоохранению.
В 2005 году избрался в депутаты Национального собрания Азербайджана III созыва. В 2010 и 2015 годах переизбрался в депутаты IV и V созывов Национального собрания Азербайджана.
На выборах в Национальное собрание Азербайджана VI созыва, которые прошли в 9 февраля 2020 года, баллотировался по Евлахскому избирательному округу № 48. По итогам выборов одержал победу и получил мандат депутата Милли меджлиса Азербайджанской Республики. С 10 марта 2020 года приступил к депутатским обязанностям. Является членом комитета по здравоохранению, а также комитета по труду и социальной политике. Руководитель азербайджано-иракской рабочей группы по межпарламентским связям.
В 2024 году на парламентских выборах в Азербайджане, которые состоялись 1 сентября, одержал победу во Евлахском избирательном округе №52. Официально стал депутатом Милли Меджлиса Азербайджана седьмого созыва, первое заседание которого состоялось 23 сентября 2024 года.
Женат, воспитывает одного ребёнка.

## Награды
- Медаль «МПА СНГ. 25 лет» (27 марта 2017 года, Межпарламентская ассамблея СНГ) — за заслуги в деле развития и укрепления парламентаризма, за вклад в развитие и совершенствование правовых основ функционирования Содружества Независимых Государств, укрепление международных связей и межпарламентского сотрудничества[4]